# Sardell
Sardell är det svenska namnet på fisken ansjovis (vetenskapligt namn Engraulis encrasicholus) i en lag av vanligtvis vegetabilisk olja och koksalt, och ibland även smaksättare som kapris. Inläggningen är vanlig runt Medelhavet. I Sverige kallas inläggningen ibland äkta ansjovis.
Sardeller är mycket salta och smakrika och används därför som smakgivare i och tillbehör till olika maträtter, till exempel sallader, wienerschnitzel och såser.
Sardeller är inte samma sak som den svenska inläggningen av skarpsill (vetenskapligt namn Sprattus sprattus) med sandelolja och kryddor, vilken går under handelsnamnet ansjovis (alltså ej fiskarten ansjovis).